# Drosophila santomea
Espèce
Drosophila santomea est une espèce d'insectes diptères de la famille des Drosophilidae. Cette mouche appartient au même sous-groupe que Drosophila melanogaster.
Drosophila santomea est endémique de l'ile volcanique de Sao Tomé où elle s'hybride avec Drosophila yakuba ; la divergence entre ces deux espèces sœurs est d'environ 0,5/1 million d'années.

## Génétique de l'évolution morphologique et comportementale
Comme les autres espèces du sous-groupe, D. santomea a fait l'objet de nombreuses études génétiques comparatives avec D. yakuba son groupe frère. Bien que très proches génétiquement, ces deux espèces montrent des différences morphologiques au niveau de la pigmentation de leur abdomen et la forme de leur appendices sexuels. Des différences de comportement ont également été observées, notamment dans le comportement de parade nuptiale. Des travaux récents ont permis d'identifier les régions chromosomiques, et même les gènes impliqués dans ces différences morphologiques et comportementales.

## Classification
L'espèce Drosophila santomea a été décrite en 2000 par Daniel Lachaise (d) (1947-2006) et Myriam Harry (d) dans une publication coécrite avec Michel Solignac (d), Françoise Lemeunier (d), Véronique Bénassi (d) et Marie-Louise Cariou (d),.

### Étymologie
Son épithète spécifique, santomea, fait référence à sa localité type, l'île volcanique de Sao Tomé.

### Publication originale
- (en) D. Lachaise, M. Harry, M. Solignac, F. Lemeunier, V. Bénassi et M.-L. Cariou, « Evolutionary novelties in islands: Drosophila santomea, a new melanogaster sister species from São Tomé », Proceedings of the Royal Society B, Royal Society, vol. 267, no 1452,‎ 1er août 2000, p. 1487-1495 (ISSN 0962-8452 et 1471-2954, PMID 11007323, PMCID 1690712, DOI 10.1098/RSPB.2000.1169, lire en ligne).